# Autocràcia
Una autocràcia és una filosofia o forma de govern en què el poder polític és ostentat per una sola persona. El terme autòcrata es deriva del grec αὐτόκράτος (literalment "autogovernant" o "el governant de si mateix"). Els conceptes oposats són oligarquia, el govern d'una minoria o petit grup i democràcia, govern de la majoria, el poble.
En l'actualitat aquest terme és sinònim de despotisme, tirania o dictadura, un govern exercit per un individu que posseeix poder il·limitat o absolut o que no reconeix cap altre límit. L'autocràcia, però, no és sinònim de totalitarisme, atès que aquest concepte va ser encunyat per distingir els règims moderns que van sorgir a partir de 1930 i les dictadures tradicionals. Tampoc no és sinònim de dictadura militar, atès que una dictadura militar pot tenir la forma d'una "presidència col·lectiva" (com ara les "juntes sud-americanes"). No obstant això, l'autocràcia pot tenir característiques de totalitarisme i dictadura.
El concepte de "monarquia" difereix del de l'autocràcia, atès que el primer comporta un títol hereditari. A més, el poder real del monarca, en l'actualitat, pot ser limitat o merament cerimonial. Històricament els monarques governaven autocràticament, però, amb el temps, llur poder va disminuir o va ser eliminat amb l'aparició de les primeres constitucions que donaven al poble el poder per prendre decisions per mitjà de cossos representatius de govern.